# Raymond v. Raymond
Raymond V. Raymond — шостий студійний альбом американського співака Ашера, випущений 26 березня 2010. Альбом записувався з 2008 по 2010 роки. Продюсерами альбому стали сам Ашер, Жермен Дюпрі, The Runners, Естер Дін, Polow Da Don, RedOne.
Альбом дебютував на першому місці в хіт-параді Billboard 200, розійшовшись у кількості 329 000 екземплярів за перший тиждень продажів . В загальному підсумку платівка розійшлася тиражем понад 1 000 000 екземплярів у США. Альбом отримав платиновий статус в США.

## Список композицій
| #   | Назва                                 | Продюсер(и)                      | Тривалість |
| --- | ------------------------------------- | -------------------------------- | ---------- |
| 1.  | «Monstar»                             | Jimmy Jam & Terry Lewis          | 5:01       |
| 2.  | «Hey Daddy (Daddy's Home)»            | The Runners, Ріко Лав            | 3:44       |
| 3.  | «There Goes My Baby»                  | Jim Jonsin, Ріко Лав             | 4:41       |
| 4.  | «Lil Freak» (за участю Нікі Мінаж)    | Polow da Don                     | 3:54       |
| 5.  | «She Don't Know» (за участю Ludacris) | Bangladesh, Шон Гарретт          | 4:03       |
| 6.  | «OMG» (за участю will.i.am)           | will.i.am                        | 4:29       |
| 7.  | «Mars vs. Venus»                      | Jimmy Jam & Terry Lewis          | 4:22       |
| 8.  | «Pro Lover»                           | Jimmy Jam & Terry Lewis          | 5:02       |
| 9.  | «Foolin' Around»                      | Брайан-Майкл Кокс, Джермен Дюпрі | 4:11       |
| 10. | «Papers»                              | Zaytoven, Шон Гарретт            | 4:21       |
| 11. | «So Many Girls» (вокал Шона Комбса)   | Danja                            | 4:36       |
| 12. | «Guilty» (за участю T.I.)             | AJ «Prettyboifresh» Parhm        | 3:44       |
| 13. | «Okay»                                | James «JLack» Lackey             | 3:15       |
| 14. | «Making Love (Into the Night)»        | Jim Jonsin, Ріко Лав             | 3:36       |

| Делюкс-видання | Делюкс-видання                                                          | Делюкс-видання          | Делюкс-видання |
| #              | Назва                                                                   | Продюсер(ы)             | Тривалість     |
| -------------- | ----------------------------------------------------------------------- | ----------------------- | -------------- |
| 15.            | «Love 'Em All»                                                          | Tricky Stewart          | 3:40           |
| 16.            | «DJ Got Us Fallin' in Love» (за участю Pitbull)                         | Макс березеньин         | 3:42           |
| 17.            | «Hot Tottie]» (за участю Jay-Z)                                         | Polow da Don            | 5:01           |
| 18.            | «Lay You Down»                                                          | Tha Cornaboyz           | 4:04           |
| 19.            | «Lingerie»                                                              | Jimmy Jam & Terry Lewis | 4:15           |
| 20.            | «Get in My Car» (за участю Bun B)                                       | Polow da Don            | 4:10           |
| 21.            | «Somebody to Love» (за участю Джастіна Бібера)                          | The Sterotypes          | 3:39           |
| 22.            | «Stranger»                                                              | Drumma Boy              | 4:42           |
| 23.            | «Dirty Dancer» (дуэт с Энрике Иглесиасом) (бонус-трек у Великобритании) | RedOne                  | 3:36           |
| 24.            | «More» (бонус-трек у Великобритании)                                    | RedOne                  | 3:49           |

| Бонус-трек в Японії і для iTunes | Бонус-трек в Японії і для iTunes | Бонус-трек в Японії і для iTunes | Бонус-трек в Японії і для iTunes |
| #                                | Назва                            | Producer(s)                      | Тривалість                       |
| -------------------------------- | -------------------------------- | -------------------------------- | -------------------------------- |
| 15.                              | «More»                           | RedOne                           | 3:49                             |

| Бонус-трек у Великій Британії, Target і Best Buy | Бонус-трек у Великій Британії, Target і Best Buy      | Бонус-трек у Великій Британії, Target і Best Buy | Бонус-трек у Великій Британії, Target і Best Buy |
| #                                                | Назва                                                 | Продюсер(и)                                      | Тривалість                                       |
| ------------------------------------------------ | ----------------------------------------------------- | ------------------------------------------------ | ------------------------------------------------ |
| 15.                                              | «Hey Daddy (Daddy's Home)» (ремікс) (за участю Plies) | The Runners                                      | 4:16                                             |